# Đông Azerbaijan (tỉnh)
Đông Azerbaijan (tiếng Ba Tư: استان آذربایجان شرقی, Āzarbāijān-e Sharqi) là một trong 31 tỉnh của Iran. Tỉnh nằm ở phía tây bắc của đất nước, giáp ranh với tỉnh Syunik của Cộng hòa Armenia và các tỉnh Nakhchivan, Kanjabar-Lachin của Cộng hòa Azerbaijan, và các tỉnh Ardabil, Tây Azerbaijan, và Zanjan. Tỉnh lỵ là Tabriz. Kandovan, một làng du lịch ở Iran là những ngôi nhà kiểu hang động với hình thù như những tổ mối khổng lồ thuộc tỉnh này.

## Địa lý
Tỉnh có diện tích khoảng 47.830 km ², có dân số khoảng 4.000.000 người. Theo lần phân chia hành chính mới nhất của đất nước trong năm 1996, các huyện thuộc tỉnh này là Ahar, Ajabshir, Bostan Abad, Bonab, Tabriz, Jolfa, Sarab, Shabestar, Kalebar, Maragha, Marand, Malekan, Miyana, Heris, và Hashtrood. Thành phố lịch sử của Tabriz là thành phố quan trọng nhất của tỉnh này, văn hóa, chính trị, và thương mại. Tỉnh có chung biên giới với các nước Cộng hòa Azerbaijan, Armenia và Nakhchivan. Một mạng lưới tốt của đường bộ và đường sắt kết nối Đông Azerbaijan tới các phần khác của Iran và các nước láng giềng.
Đỉnh cao nhất của Đông Azerbaijan là Sahand Mountain ở độ cao 3.722 m, nằm phía nam của Tabriz, trong khi các khu vực nằm thấp hơn khoảng Garmadooz (Ahar). Chiều cao của tỉnh có thể được phân thành ba khu vực, cụ thể là: Qara DAQ núi, Sahand và Bozqoosh dãy núi, và dãy núi Qaflan Kooh.
Nhìn chung, Đông Azerbaijan thích khí hậu mát mẻ, khô, trong khu vực chính miền núi. Tuy nhiên, những làn gió nhẹ nhàng ra khỏi Biển Caspian có một số ảnh hưởng đến khí hậu của khu vực, vùng thấp. Nhiệt độ chạy lên đến 8,9 °C ở Tabriz, và 20 °C trong Maraqeh, vào mùa đông xuống đến -10-15 °C (tùy thuộc vào cách lạnh năm tổng thể). Các mùa lý tưởng để thăm tỉnh này trong những tháng mùa xuân và mùa hè.